# Каражал (Жарминський район)
Каража́л (каз. Қаражал) — село у складі Жарминського району Абайської області Казахстану. Входить до складу Божегурського сільського округу.
Населення — 269 осіб (2021; 285 у 2009, 472 у 1999, 596 у 1989).
Національний склад станом на 1989 рік:
- казахи — 45 %
- росіяни — 23 %
- німці — 20 %

До 1993 року село називалося Покровка.